# エリク・アルムグレン
カール・エリク・アルゴト・アルムグレン（Karl Erik Algot Almgren、1908年1月28日 - 1989年8月23日）は、スウェーデン・ストックホルム出身の元同国代表サッカー選手、元サッカー指導者。現役時代のポジションはミッドフィールダー。

## 略歴
スウェーデン代表として、1937年から1年間国を代表してプレーした。同代表では、ベルリンオリンピックと1938 FIFAワールドカップに出場したが、オリンピックでの出場機会は無かった。

## タイトル

### クラブ
AIK
- アルスヴェンスカン : 1回 (1936-37)